# Генрик Германович

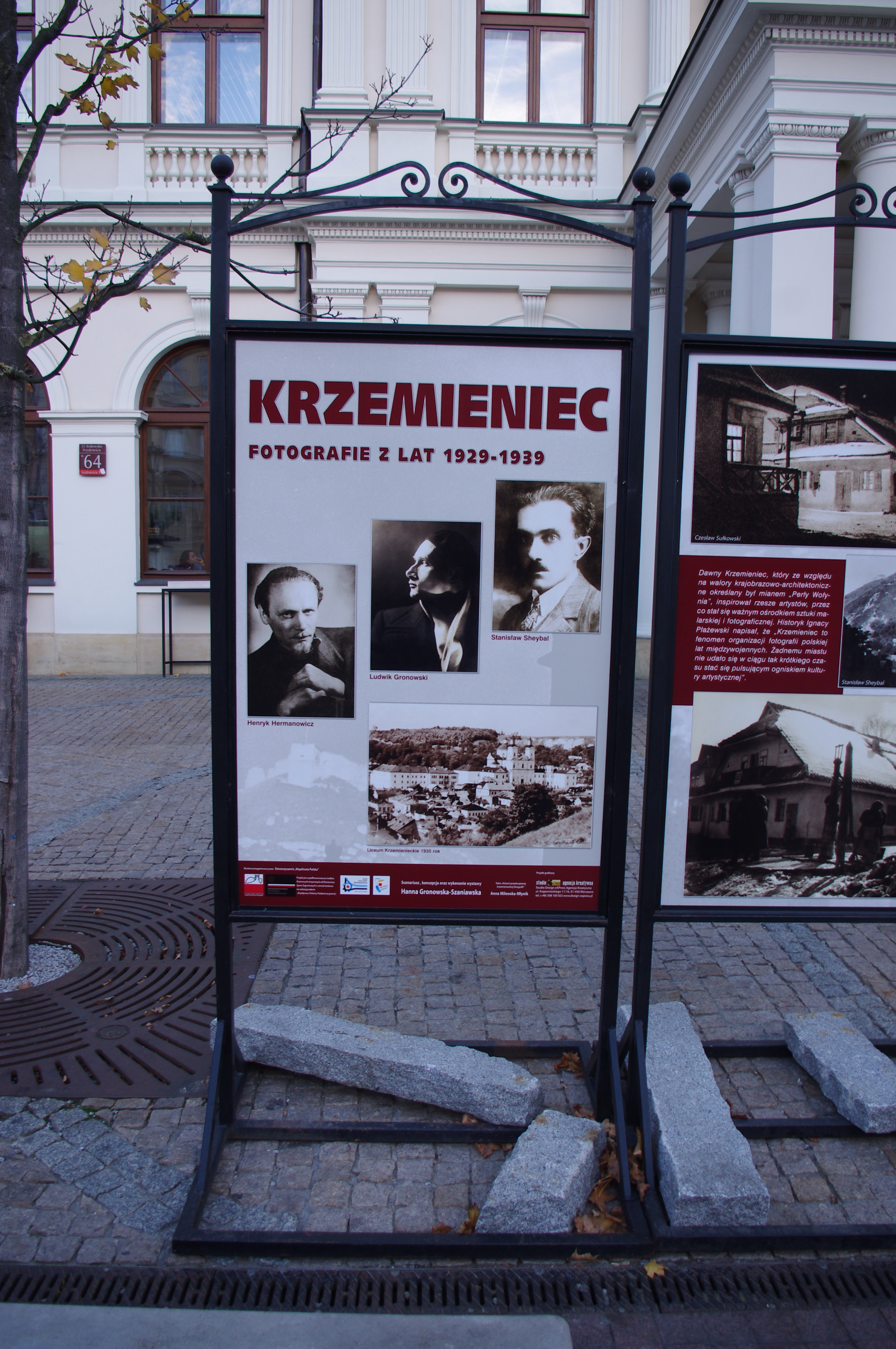
Виставка просто неба — Кременець. Фотографії 1929—1939 рр. — на Краківському передмісті у Варшаві (26 жовтня 2012 р.) на банері з фотографіями фотографів: Генрика Германовича, Людвіка Ґроновського та Станіслава Шейбала

Генрик Германович, також Генріх Германович (пол. Henryk Hermanowicz; 20 жовтня 1912, м. Вільно, нині Вільнюс — 3 травня 1992, Краків) — польський майстер фотомистецтва, учень Яна Булгака.

## Життєпис
Занесений в «Енциклопедію світової фотографії» (Швейцарія). Працював професором Кременецького ліцею (від 1937), завідувачем фотолабораторії Кременецького краєзнавчого музею (від 1940).
Під час Другої світової війни разом із Станіславом Шейбалем відкрив кременецький фотосалон «Мистецтво».
Від 1945 — у Кракові.

## Доробок
1931 року як майстер дебютував на V Міжнародному салоні художнього фото. Учасник міжнародних виставок.
Проілюстрував світлинами видані до 130-ї річниці від дня народження Юліуша Словацького книги-альбоми «Кременець», «Чудове рідне місто Юліуша Словацького», «Місто великої туги» (всі — 1939, м. Кременець).
Роботи зберігаються у фондах Обласного літературно-меморіального музею Юліуша Словацького та краєзнавчого музею м. Кременця.